# Periplo búlgaro
Periplo Búlgaro es una de las historietas de Superlópez creada por Jan en 1990. En esta historieta, Luisa y Jaime realizan un recorrido turístico por diferentes enclaves de Bulgaria, lugares que están fielmente representados en el álbum, pues el propio autor viajó al país documentándose ampliamente. Destaca también el alfabeto cirílico utilizado por los personajes búlgaros en la historieta.

## Creación y trayectoria editorial

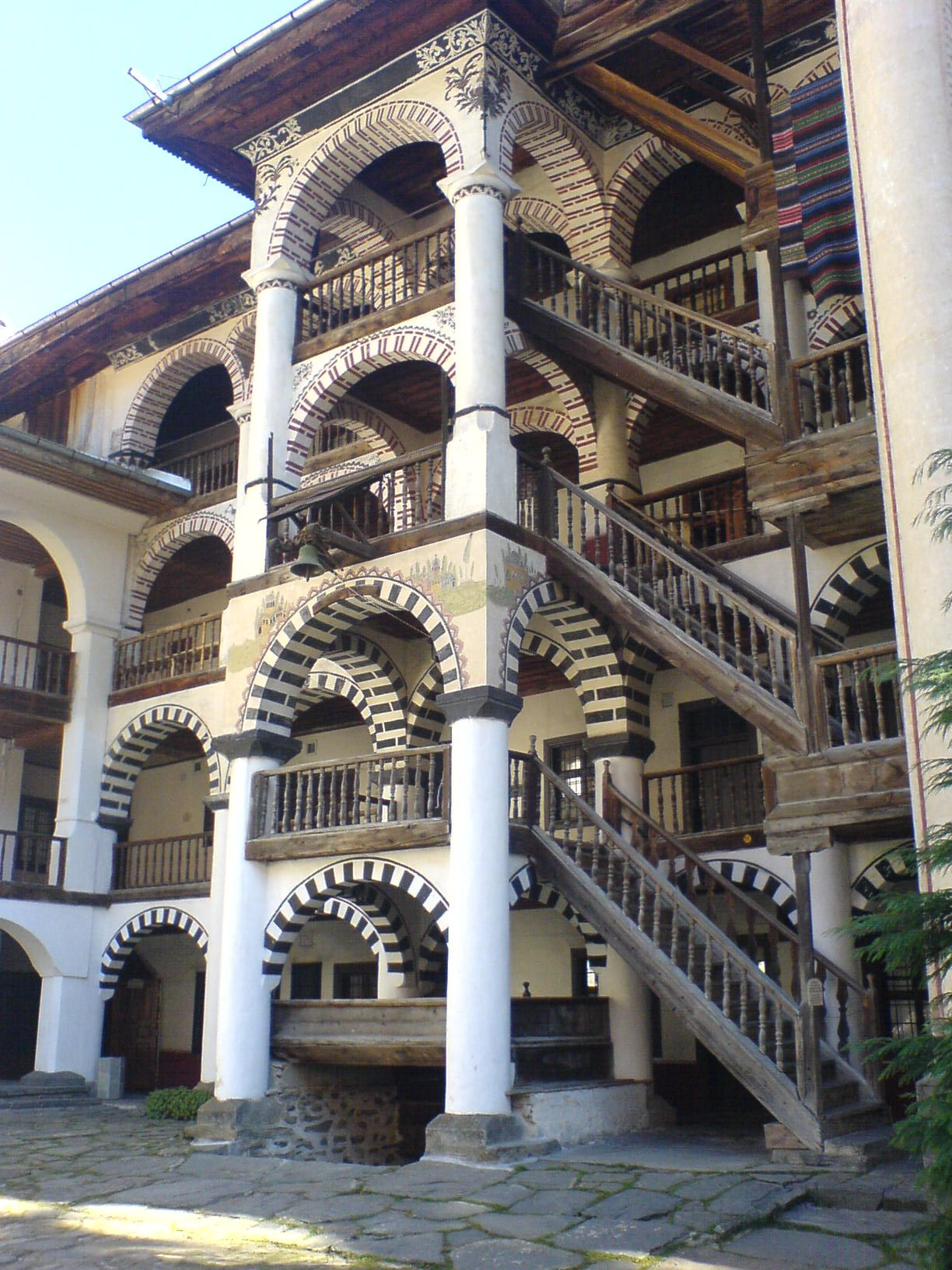
Uno de los lugares en que transcurre la acción es el Monasterio de Rila.

Jan quiso en esta obra «mostrar una arquitectura y un ambiente diferente; algo muy importante para un personaje como Superlópez con una movilidad de tan altos vuelos.» El autor viajó a Bulgaria, donde recogió material suficiente para documentarse en la creación del álbum. Comentó la experiencia en estos términos: 

Ha sido divertido, sobre todo, dibujar los ambientes de Sofía, sus puestos de helados con báscula «made in Sabadell», los hermosos tranvías amarillos, los Grandes Almacenes, con sus globos de colores, edificios de lo más moderno hasta las más ortodoxas iglesias con cúpulas doradas... Las antiguas callejuelas de casas de madera de vivos colores de Plovdiv y Veliko Tarnovo. Restos arqueológicos fascinantes como el teatro romano de Plovdiv. Floridos jardines y puentes, extensisímas llanuras, monasterios rodeados de montaña como si los escondieran... Es el país de las rosas, con las que se fabrican cantidad de productos Como perfumes, mermelada, etc...

A su vez, la banda de Al Trapone se esconde en localizaciones de la capital catalana tan notables como el Arco de Triunfo o una de las Torres Venecianas de la Plaza de España, monumentos construidos respectivamente para la Exposición Universal de Barcelona de 1888 y la Exposición Internacional de Barcelona de 1929. Este hecho no es casual si se tienen en cuenta las palabras de Jan: «Soplan aires de Exposición Universal, lo que me lleva a esconder la pandilla en el interior del Arco de Triunfo y en una de las torres de Montjuïc...». En 1991 se celebraría posteriormente la Exposición Internacional de Plovdiv, en Bulgaria; también, en 1992, tendría lugar la Exposición Universal de Sevilla, conocida popularmente como Expo'92.
Tras la creación del álbum Jan delegó su coloreado, que fue realizado por parte de un profesional, a diferencia de otros álbumes en donde el propio Jan ha realizado esta tarea. La historieta se publicó por primera vez en forma seriada en la revista Superlópez, números 45 (julio de 1989) a 48 (julio de 1989). Más tarde se recopiló en el número 17 de la Colección Olé junto a la historieta El tesoro del Conde Arnau, y en tapa dura en el cuarto tomo recopilatorio de Súper Humor Superlópez. También, apareció en otras publicaciones como Gente Menuda (como suplemento dominical del diario ABC), así como en promociones posteriores de diarios.

## Sinopsis
En esta aventura Escariano Avieso, reclutado por Al Trapone, idea un compuesto para hacer que la gente que lo consuma sufra un cambio del color de la piel: ésta se volverá verde. 

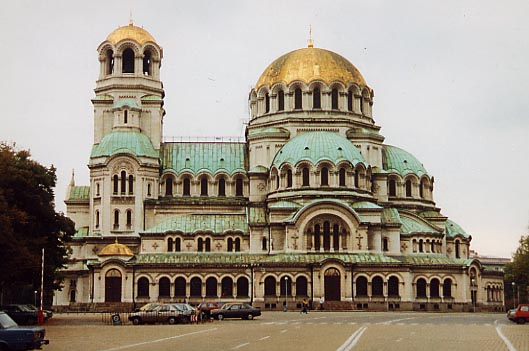
Superlópez sobrevuela la catedral de Alejandro Nevski en esta historieta.

El jefe de Superlópez recibe un paquete con caramelos y un póster de la Sabrina. Se come todos los caramelos, y entonces la piel se le pigmenta de verde (los caramelos que comió llevaban el compuesto de Al Trapone). Éste le exige mucho dinero a cambio del antídoto. El jefe no tiene otra, así que le encarga a Juan López, la identidad secreta de Superlópez, que entregue "un paquete" (el dinero) en un puente. Este lo entrega, pero Juan, picado por la curiosidad, decide esperar a ver quién viene a recogerlo. Se lleva una sorpresa cuando lo ve: es Caracortada, un sicario de Al Trapone. Al volver a la oficina, Juan se encuentra con que Luisa y Jaime se van a Bulgaria dos semanas. Juan entra en el despacho del jefe para decirle que la misión está cumplida, pero al hacerlo descubre el secreto del jefe: éste es verde. El jefe le cuenta todo, y Juan decide ir a investigar el caso a la guarida de Al Trapone. Allí llega y rescata el dinero, pero vestido como Superlópez. Interroga a Al Trapone, y descubre que Carasucia, otro de su banda, ya le debería haber entregado a Luisa el antídoto. Entonces Superlópez piensa que Luisa se ha llevado el antídoto sin querer a Bulgaria, y allí decide ir, tras dejar atados a Al Trapone y a su banda. Pero Superlópez pasa por alto a un miembro de la banda, Carapincho, que desata a todos. Después huyen a otro escondite. 
Superlópez va a Bulgaria, y allí se entera de que Carasucia también está buscando a Luisa. Cada uno por su lado buscan el antídoto, pero no lo encuentran. A todo esto se acaba el viaje, y Luisa y Jaime vuelven a España. Resulta que Luisa no se había llevado el antídoto, sino que se lo había dejado en su mesa. Llevan el antídoto al despacho del jefe, quien se lo toma a toda prisa, pero resulta que los efectos del compuesto eran solo temporales: el jefe ya no era verde. Pero, al tomar el antídoto sin estar intoxicado, se vuelve verde otra vez.

## Valoración
El dibujo del cómic presenta un trazo más delgado y unas viñetas más pequeñas que las mostradas hasta el momento en la serie, y en él se presenta por primera vez una característica común a determinados álbumes: no sería Periplo búlgaro la única aventura en estar ambientada fielmente en los lugares por los que transcurre, si bien se trata de la única que Jan quiso realmente que pareciera un viaje turístico. Esta característica de algunos álbumes posteriores de la colección le valió críticas sobre que hacía catálogos turísticos en lugar de cómics.